# ستيفن ليمان
ستيفن ليمان (بالألمانية: Steffen Lehmann)‏ هو مهندس معماري وأستاذ جامعي ألماني، ولد في 19 يونيو 1963 في شتوتغارت في ألمانيا.